# Betta nuluhon
Betta nuluhon — вид прісноводних риб з родини осфронемових (Osphronemidae) підродини макроподових (Macropodusinae).
Належить до групи видів Betta akarensis, найближчими родичами є B. chini та B. balunga.

## Назва
Видова назва nuluhon перекладається з мови Кадазан-Дусун як «пагорб», оскільки рибу виявлено у гірській річці.

## Поширення
Ендемік малайзійського штату Сабах, розташованого на острові Калімантан. Поширений на заході штату, був виявлений на території заповідника Хребет Крокер (англ. Crocker Range Forest Reserve).
Зразки Betta nuluhon були зібрані в неглибокому (по коліна) струмку зі швидкою течією та прозорою водою, що протікав під зімкненим пологом дерев на околиці лісу. Риби трималися в спокійному затишному місці під навісом з берегової рослинності. Ґрунт складався переважно з гальки, піску та мулу. Були зафіксовані такі параметри води: вміст розчиненого кисню 6,25 мг/л, показник pH 6,57, вміст завислих часток 0,4 мг/л, каламутність 28,0 FAU, температура 24,0 °C.
Крім Betta nuluhon, тут живуть Anguilla marmorata (родина вугрові), Barbodes sealei, Nematabramis borneensis, Tor tambra (родина коропові) та Gastromyzon introrsus (родина Gastromyzontidae).

## Опис
Максимальний відомий розмір: 62,6 мм стандартної (без хвостового плавця) довжини. Тіло струнке, циліндричне в передній частині, стиснуте з боків від спинного плавця до хвоста. Найвищим воно є навпроти спинного плавця (22,1–25,2 % стандартної довжини), а найнижчим — на хвостовому стеблі (16,4–20,0 % стандартної довжини). Голова широка, тупа, коротка, її довжина становить 31,7–35,2 % стандартної довжини, діаметр орбіт очей 23,3–29,7 % довжини голови. Риба має пологий спереду профіль спини.
Хвостовий плавець ланцетний, має 11 променів, середні промені трохи подовжені й виступають за межі полотна плавця. У спинному плавці 1 твердий і 7 м'яких променів, плавець загострений на кінці, розташований ближче до хвоста (предорсальна довжина становить 65,8–71,3 % стандартної довжини), основа спинного плавця коротка (10,6–13,5 % стандартної довжини). Анальний плавець має 1-2 твердих і 25–27 м'яких (всього 26–28) променів, загострений, починається приблизно на половині довжини риби (преанальна довжина становить 45,4–49,7 % стандартної довжини), основа анального плавця довга (49,5–54,6 % стандартної довжини). Черевні плавці мають по 1 твердому та по 5 м'яких променів, вони округлі, з довгим нитчастим другим променем, кінець якого досягає 13-го променя анального плавця, загальна довжина черевних плавців становить 31,5–45,1 % стандартної довжини. Грудні плавці округлі, мають по 13-14 променів.
Бічних лусок 29-31, поперечних лусок 9½, хребців 31.
Голова та тіло коричневі, спина темно-коричнева. Луски на тілі по задньому краю мають яскраву блакитну облямівку. Від кінчика морди через око й до краю зябрових кришок проходить темно-коричнева до чорного смужка. Райдужна оболонка очей зверху жовта, по боках чорна, а знизу червонувата. У зрілих самців горло темно-коричневе, а на зябрових кришках присутній зеленкувато-блакитний лиск. Всі плавці коричневі, спинний має 4-6 чорних поперечних смуг, на хвостовому плавці 12-16 поперечних смуг. Анальний плавець має широкий червонувато-коричневий край, а нитчастий промінь черевних плавців білуватий.